# Mexikos Grand Prix 1966
Mexikos Grand Prix 1966 var det sista av nio lopp ingående i formel 1-VM 1966. 

## Resultat
1. John Surtees, Cooper-Maserati, 9 poäng
2. Jack Brabham, Brabham-Repco, 6
3. Denny Hulme, Brabham-Repco, 4
4. Richie Ginther, Honda, 3
5. Dan Gurney, Eagle-Climax, 2
6. Joakim Bonnier, Jo Bonnier (Cooper-Maserati), 1
7. Peter Arundell, Lotus-BRM
8. Ronnie Bucknum, Honda

### Förare som bröt loppet
- Pedro Rodríguez, Lotus-BRM (varv 49, differential)
- Bruce McLaren, McLaren-Ford (40, motor)
- Jo Siffert, R R C Walker (Cooper-Maserati) (33, upphängning)
- Jochen Rindt, Cooper-Maserati (32, upphängning)
- Innes Ireland, Bernard White Racing (BRM) (28, transmission)
- Jackie Stewart, BRM (26, oljeläcka)
- Bob Bondurant, Eagle-Weslake (24, bränslesystem)
- Graham Hill, BRM (18, motor)
- Jim Clark, Lotus-BRM (9, växellåda)
- Moisés Solana, Cooper-Maserati (9, överhettning)

### Förare som ej startade
- Mike Spence, Reg Parnell (Lotus-BRM) (olycka)